# Adéla Elbel
Adéla Elbel (rozená Komárková, úředně Rožek Elbel, * 17. července 1981 Havířov) je česká nederlandistka a překladatelka z nizozemštiny, zpěvačka, performerka, textařka, herečka a (stand-up) komička. Společně se Zuzanou Fuksovou byla členkou ženského hudebního dua Čokovoko.
Jako komička vystupuje v pořadu Comedy Club na televizní stanici Paramount Network, v televizním pořadu a show Na stojáka nebo v brněnské stand-up comedy show NaMikrofon.
Na Filozofické fakultě Masarykovy univerzity v Brně vystudovala bakalářský a navazující magisterský obor nizozemský jazyk a literatura (Bc. /2010/, Mgr. /2012/). Byla vdaná za divadelního režiséra Ondřeje Elbela, se kterým se roku 2018 rozvedla.

## Galerie

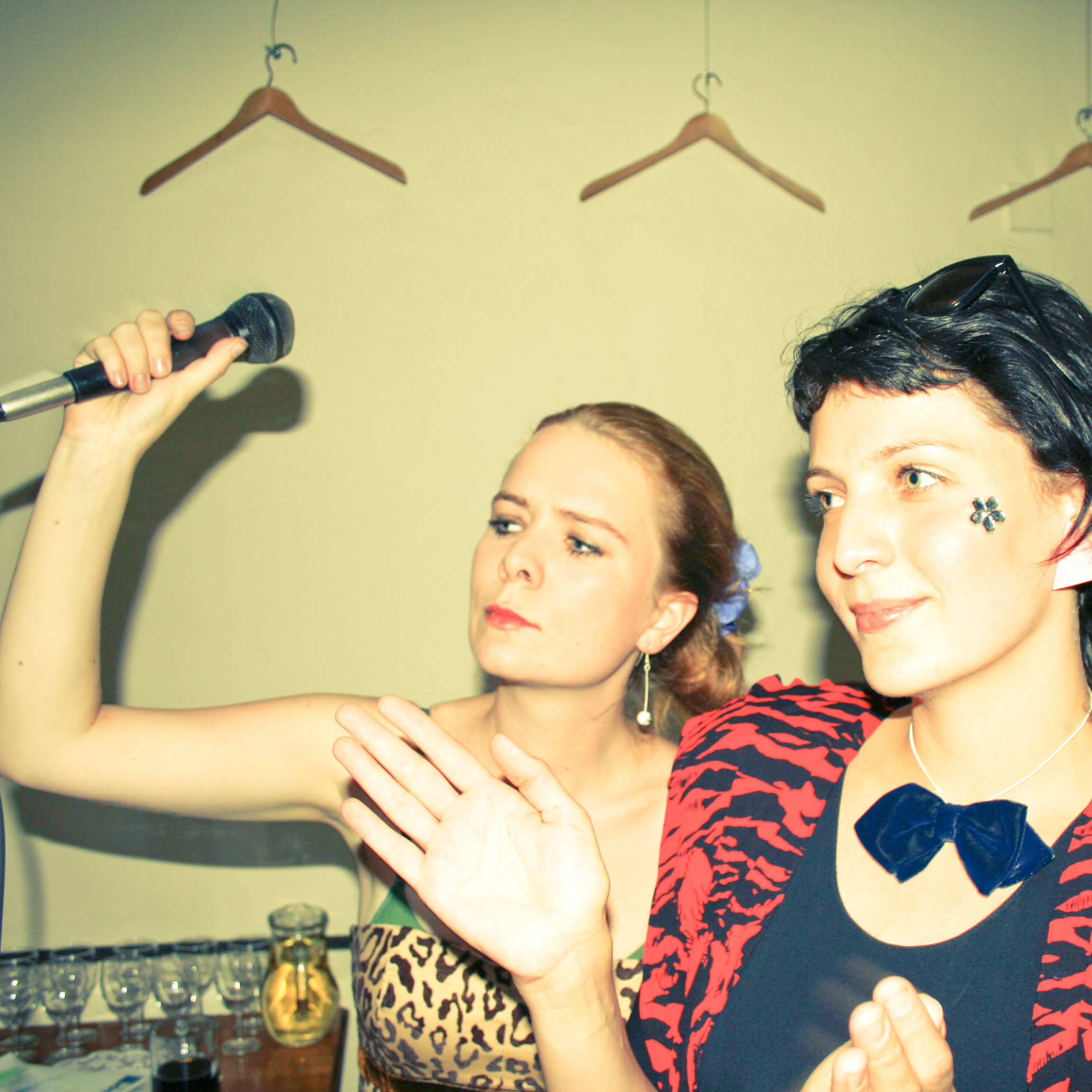
Se Zuzanou Fuksovou (vlevo) v parodickém dívčím duu Čokovoko (2007)
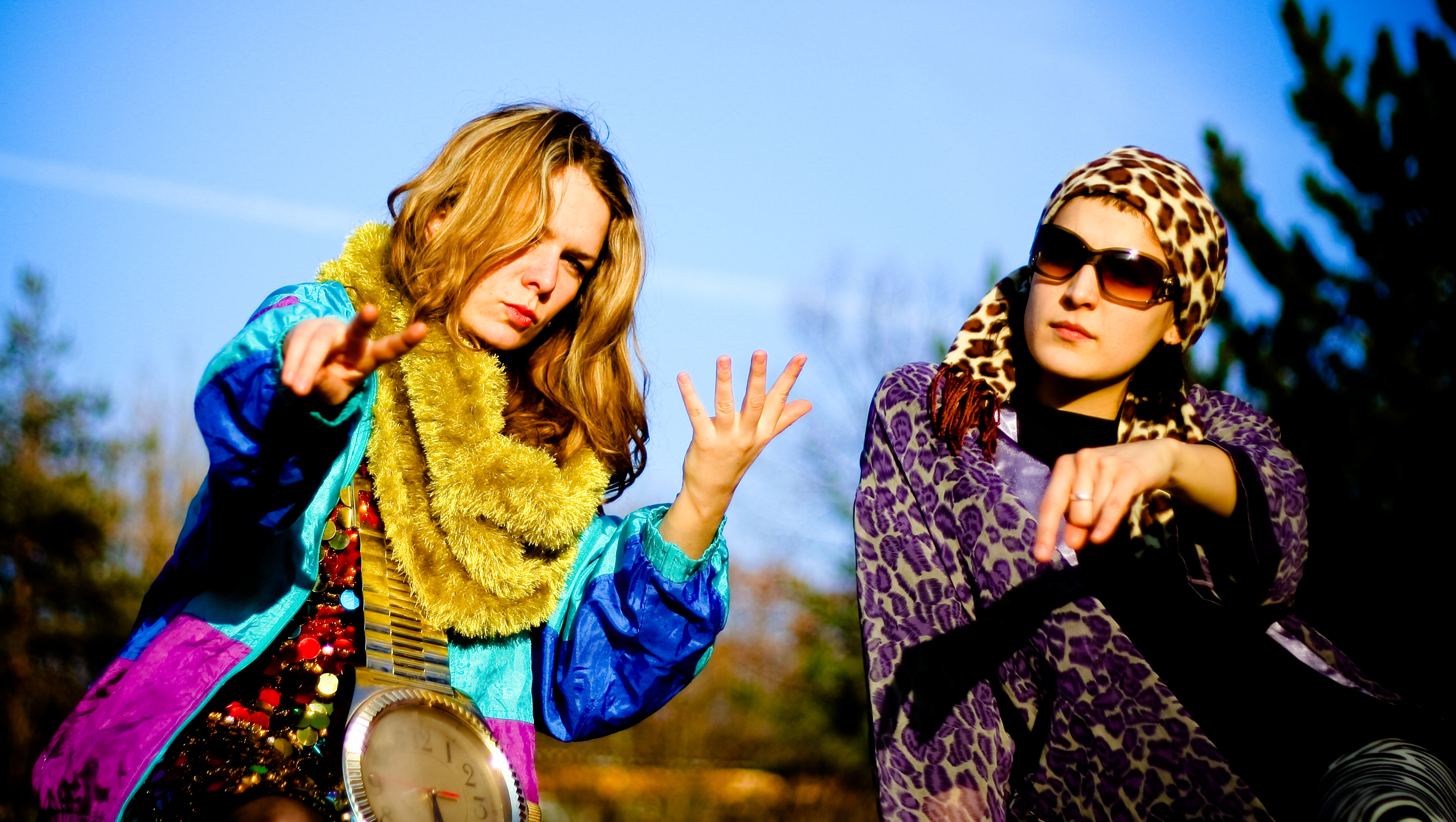
Čokovoko v roce 2008
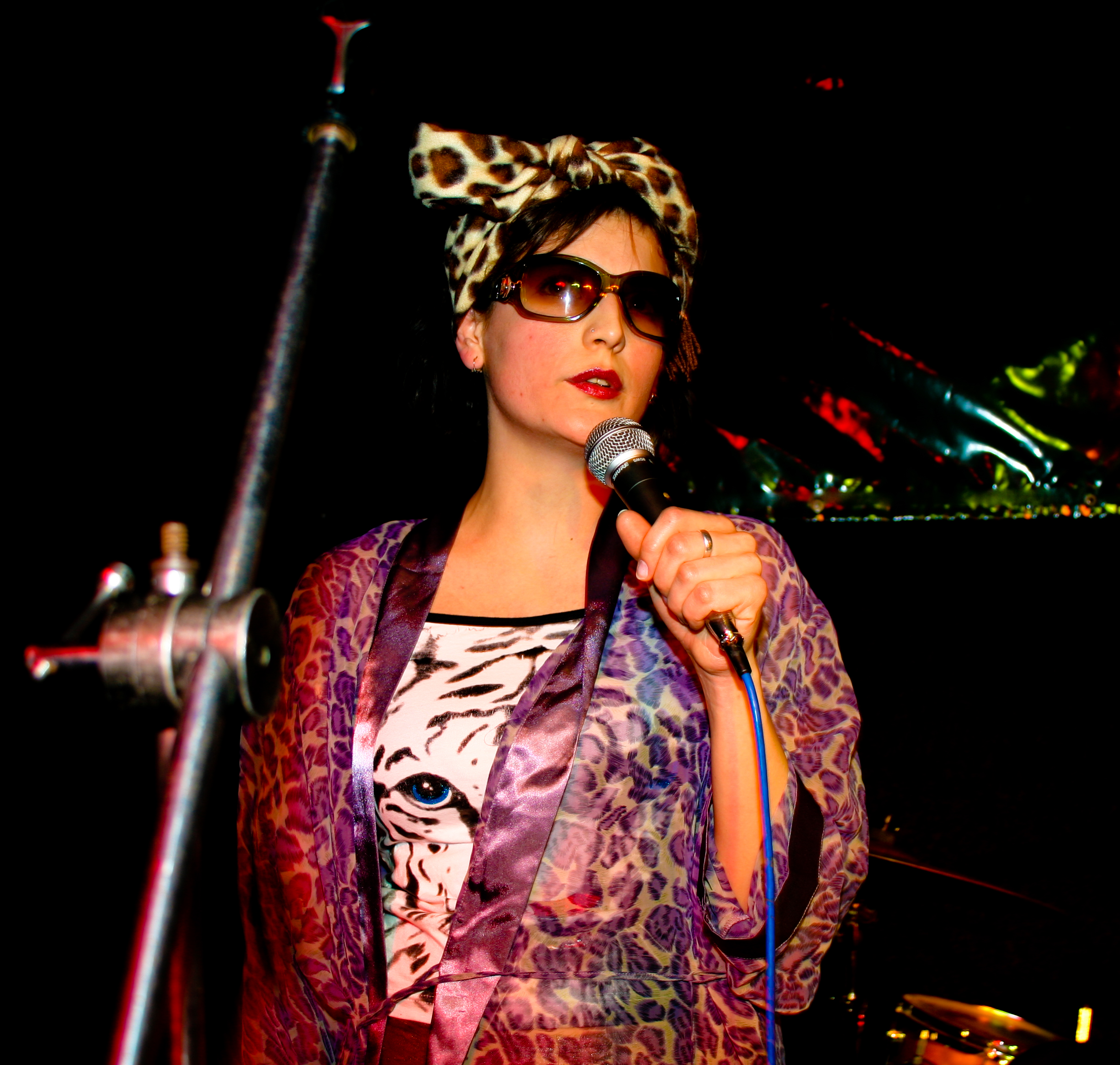
Na koncertě v Kyjově (2008)
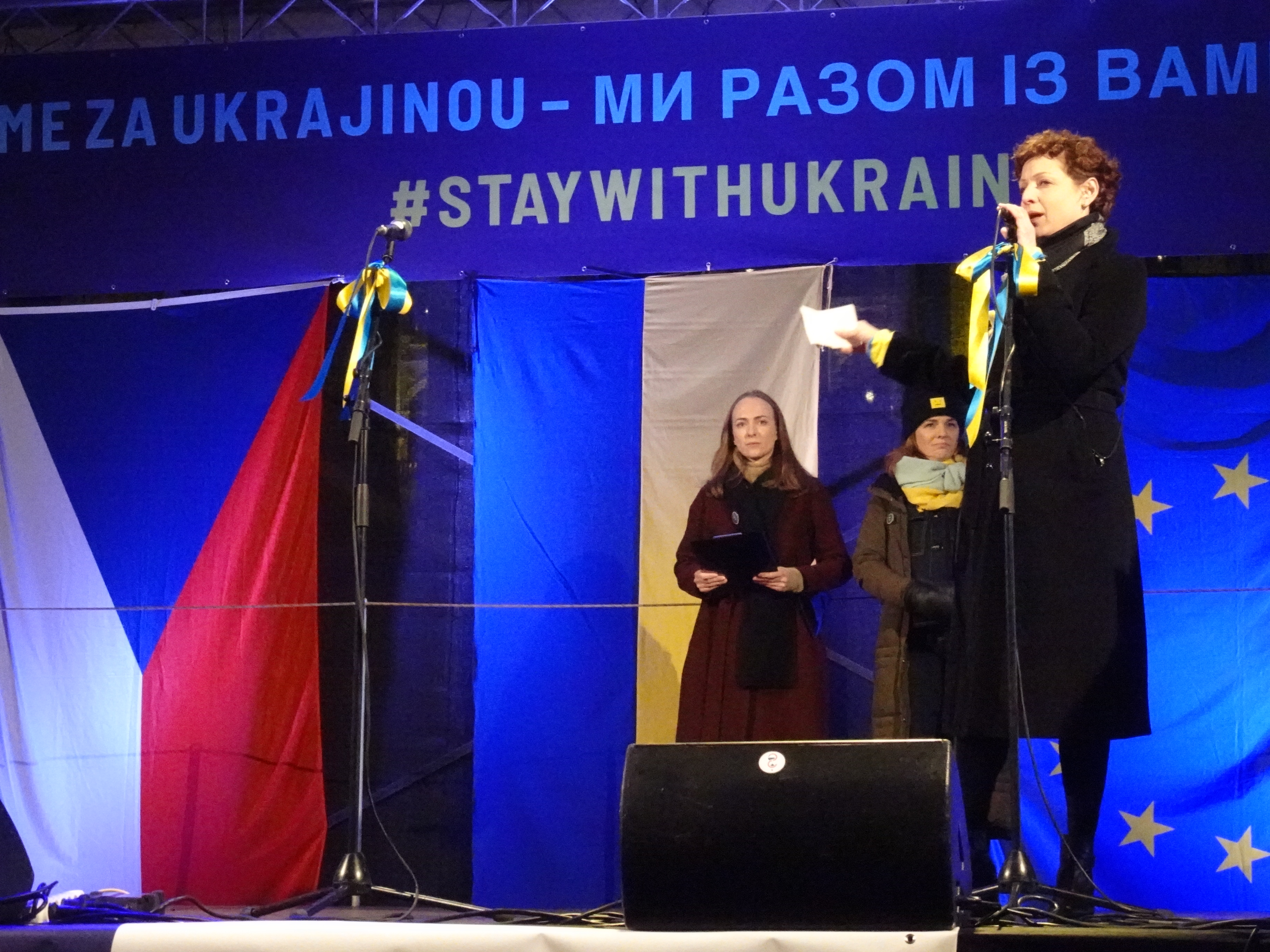
Během akce na podporu Ukrajiny (2022)